# Zalambdalestes lechei
Lo zalambdaleste (Zalambdalestes lechei) è un mammifero estinto simile a un toporagno, vissuto nel Cretaceo superiore (circa 75 milioni di anni fa). I suoi resti sono stati ritrovati in Mongolia. 

## Descrizione
Questo piccolo animale, lungo solo una ventina di centimetri, aveva un aspetto molto simile a quello di un toporagno. La testa, lunga solo 5 centimetri, terminava in un muso lungo e sottile. Le zampe erano forti, in particolare quelle posteriori, che erano allungatissime. Anche la coda era molto lunga e sottile. La scatola cranica non era molto grossa, mentre gli occhi erano grandi. 

## Classificazione
Lo zalambdaleste è considerato uno dei primi esempi di mammiferi placentali, e anche uno dei più primitivi. È possibile che questo animale fosse ascrivibile agli anagalidi (Anagalida), un gruppo di mammiferi primitivi imparentati con roditori e lagomorfi, ma è più probabile che Zalambdalestes e i suoi parenti fossero ancor più primitivi. 

## Stile di vita
La forma del corpo era simile a quella dei toporagni elefante, e probabilmente Zalambdalestes doveva vivere in un modo molto simile, nutrendosi di insetti e altri piccoli invertebrati, che catturava sul terreno grazie ai suoi denti aguzzi che si intersecavano fra loro. Le zampe non erano dotate di dita opponibili ed è improbabile che questo animale potesse vivere tra i rami degli alberi.